# 貝爾馬 (新澤西州)
貝爾馬（英語：Bellmawr）是位於美國新澤西州康登縣的自治市鎮。

## 人口
根據2020年美國人口普查的數據，貝爾馬的面積為8.05平方千米，當中陸地面積為7.73平方千米，而水域面積為0.32平方千米。當地共有人口11707人，而人口密度為每平方千米1,454人。